# 共依存

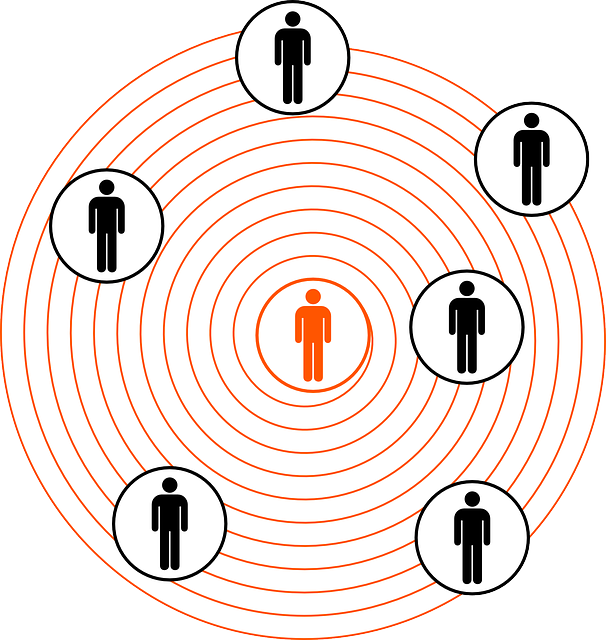
自己中心性とは、自分と他人が区別できないことである。

共依存（きょういそん、きょういぞん、英語: Co-dependency）、共嗜癖（きょうしへき、Co-addiction）とは、自分と特定の相手がその関係性に過剰に依存しており、その人間関係に囚われている関係への嗜癖状態（アディクション）を指す。すなわち「人を世話・介護することへの愛情=依存」「愛情という名の支配=自己満足」である。共依存者は、相手から依存されることに無意識のうちに自己の存在価値を見出し、そして相手をコントロールし自分の望む行動を取らせることで、自身の心の平穏を保とうとする。
共依存という概念は、医療に由来するものではなく、看護現場サイドから生まれた。共依存と呼ばれる前はCo-alcoholic（アルコール依存症の家族）と呼ばれ、当初は「アルコール依存症患者との関係に束縛された結果、自分の人生を台無しにされてしまっている人々」の特徴を説明するために使われていた。アルコール依存症患者を世話・介護する家族らは、患者自身に依存し、また患者も介護する家族に依存しているような状態が見受けられることが、以前より経験則的にコメディカルらによって語られていたからである。
共依存にある状況では、依存症患者がパートナーに依存し、またパートナーも患者のケアに依存するために、その環境（人間関係）が持続すると言われている。典型例としては、アルコール依存の夫は妻に多くの迷惑をかけるが、同時に妻は夫の飲酒問題の尻拭いに自分の価値を見出しているような状態である。こういった共依存者は一見献身的・自己犠牲的に見えるが、しかし実際には患者を回復させるような活動を拒み（イネーブリング）、結果として患者が自立する機会を阻害しているという自己中心性を秘めている。
共依存者の多くは、お互いの依存を健全なる愛や支援などと捉えて判断する者があるが、この概念が覆るとき、両者は苦痛や疲労や無力感などを背負う。また他者より、共依存という関係を否定されたり責められると、強烈な自己否定感から精神的安堵を求め、更に強い共依存の関係を求めやすく、その行動や言動を改善する事とは逆に、共依存であることを煽る場合もあり最悪の場合は自殺する者もいる。そのため治療の場においては、第三者の適切で繊細な支援やケア、または共依存の歪みの克服をする機会でもあり、それまで学ばなかったことを新たに学びを得るための心理教育などが必要となる。

## アルコール依存以外への概念の広がり
これはアルコール依存症だけではなく、ギャンブル依存症の家族、ドメスティックバイオレンス（DV虐待）、機能不全家族などにも見られる現象であると言われている。単にアルコール依存症患者家族との関係だけでなく、「ある人間関係に囚われ、経済的、精神的、身体的に逃れられない状態にある者」としての定義が受け入れられている。
暴力をふるう夫とそれに耐える妻のDV関係、ギャンブル、アルコール依存者の求める欲求、借金を本人に代わり穴埋めする家族(子を含む)、存在価値や承認欲求を満たすために支配的となる親からの無償の愛を受けたい子供の親子関係が逆転すること、家庭以外になると相手から自身の存在価値や承認欲求を認められたいために依存と愛の区別がつかないことで、愛されることが目的となっている恋愛関係などがある。この観点から、自立できない子供のパーソナリティ障害・恋愛における自己愛的な障害にまで共依存の概念が検討され、使用されるようになっている。
共依存関係は、一見すると献身的に見え、共依存者は「だって私が見捨てたらあのひとは生きていけない」などの発言をすることが多い。しかし行き過ぎて自身以外の他人の世話をすることは、結果として当人や双方の能力を奪い、無力化し、その人の生殺与奪を自分次第とする支配になり得る。愛情という名に「完璧に支配しているという快感」を得たいというエゴイズムが隠されている。人のために尽くすことは一見すると良いこととして捉えがちであるが家庭内に問題があっても外の世界で他者の生活などを支援する、手伝うという場面において、本人が必死になれば出来るはずの能力も奪う結果になり健康的な依存から共依存の関係に成立しやすい。
共依存という概念は、正しく使えば他者と自己との分離、精神的な自律に役立つ。しかし、共依存に対する誤った認識を持つと、「自分が共依存であるからいけないんだ」という考えにより自らを追い込む可能性があり、注意が必要である。そもそも人間関係において誰かに依存するということは病理とは認定されておらず、あくまでも当事者自身が関係に苦痛を感じていることが問題とされる。

## 現象と問題点
共依存者には以下の特徴が見られる。
- 他人の面倒を見たがる[11]（強迫的世話焼き）
- 自己の価値を低く見る[11]
- 抑圧的である[11]
- 強迫観念にとらわれやすい[11]
- 相手をコントロールしたがる[11]
- 現実を直視できない[11]
- 何かに依存せずにはいられない[11]
- コミュニケーション能力に乏しい[11]
- 他人との境界があいまいである[11]
- 信頼感を喪失している[11]
- 怒りの感情が正常に働かない[11]
- セックスが楽しめない[11]
- 行動が両極端である[11]

共依存の二人は、自己愛の未熟な人間が多いと言われたり、パーソナリティ障害であるケースが多いと言われているが、これはアルコール依存症やアダルトチルドレン、それにパーソナリティ障害の精神病理から導かれたところが多い。その理由として、共依存者も被共依存者も、他者の価値に依存する傾向が多いということが言われている。
例えば、アルコール依存症の家族では患者のアルコール依存を認めるような傾向が認められ、それが患者のアルコール飲酒をさらに深める（イネーブリング）。共依存者パートナーは、アルコール依存者が依存の直中にある時は精力的で強力であるが、患者がアルコールから回復すると逆に抑うつ状態に陥ったりする。
またアダルトチルドレンにおいては、両親が自分の評価のために子供を利用し、そのため子供は大人になっても両親からの自立に困難が生じるようになり、自分自身の力のみで自立ができないのである。また、パーソナリティ障害においては、そもそも親が子供に依存的であることが多い。アダルトチルドレンと同様、大人になると子供は他者に依存して、その他者に自分の要望を過度に期待するケースがみられ、それと同時に「これではいけない、これでは駄目だ」等、完璧主義が故に過度に自身を抑圧する状態に陥り、解決の糸口を見出すどころか、自ら墓穴に陥りやすいことも考えておかなければいけない。
共依存の問題点は、被共依存者が回復する機会を失うことだけでなく、共依存に巻き込まれた者がストレスを抱え込み、精神的な異常を訴えたり、さらには関係性に悩み、自殺する場合もある。よって、共依存を引き起こさないためには、医療関係者、専門家、援助者が、共依存を引き起こす者と接する場合には一定の距離を取り、個人的な関係にならないことが必要である。

## リスクファクター
共依存になる環境はアルコール依存症のある家族の中のみならず、精神障害、知的発達障害、薬物依存症、機能不全家族、ネグレクトや虐待のある家庭で育った子供にも共依存の概念を親や周囲の環境の人間関係から受け継がれ生涯に渡り持ちやすく、環境要因から与えられた躾が生きにくさとして親や周囲の人物と同じ人生を生きやすく、二次障害を持つことがある。

### 看護職・介護職における共依存
共依存傾向を持つ者は対人援助職に就くことが多い。看護・介護の現場においては、世話をされる者（患者）との関係で、強者（ケア提供者）・弱者（患者）の関係が発生する。その職務の遂行において、患者に対する共依存的行動が発揮されてしまうことがある。これは、ケア提供者の自己評価の低さを補うため、他者への世話をやくことで他者からの評価を求め、ケアが必要な人や被介護者に対して、無意識に献身的に世話を焼き、満足感を得ようとする、といったことに繋がってしまい、患者に害を与えかねない。また、「してやった」という思念を持っている医療者、看護職、介護職にも持ち合わせやすい。この場合は、自身の発言に自信や勇気などが欠如している場合でも一人称では話せないこともある。

## パターンと人物像

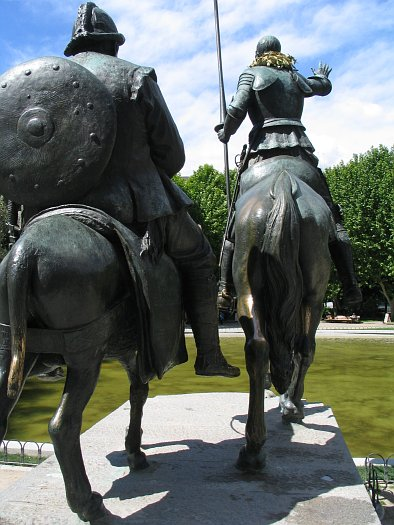
ドン・キホーテのふたり

共依存は、家族、職場、友人など様々な関係において確認され、ロマンチック、対等、コミュニティ関係などで見られる。彼らは、責任という鏡に映った自分を愛する者（ナルシシズム）である。

### ロマンチック蟻地獄の関係
この関係における共依存者の目的は、パートナーの欲求を実現させるために極端な自己犠牲を行うことである。共依存関係は不健康な関係であり、本人だけでは自律性や自給自足を獲得することができず、自分の充足を果たすことを最愛のパートナーに依存している。無意識に自分よりも他人の人生を優先しているのは、多くの場合では自分の価値を他人に依存しているのであり、それは誤った考えである。
特に問題となるペアには、以下が挙げられる。
パーソナリティ障害者－共依存者のペア
- 境界性パーソナリティ障害。BPD患者の恋は自分の世話をしてくれる人への寄生である傾向があり、共依存者は自分の問題よりもBPD患者の問題解決が生活の中心となってしまう。この関係は非常に多く見られ、共依存者は「自分は正常である」「自分が責任を持つ」ことに価値を見出してしまう。
- 自己愛性パーソナリティ障害。ナルシシストへの共依存者は、コ・ナルシシスト（co-narcissists）と呼ばれることもある。ナルシシストは、己の理想を受け入れ、理想の実現を支援する能力があり、さらに自己よりも他者の要求を優先するパートナーを求め、そして自分へ引きつけようとする。ナルシシストにとって共依存者は、自分に熱い視線を送り舞台を称賛する、理想的な観客・サポーターである。二者は互いに引きつけ合うため、この関係から、ナルシシストは自分が重要で特別な存在であるというパワーを得ることができ、共依存者は他者を援助したいという欲求を満たすことができる。

共依存かつ（もしくは）不規則衝動的な個人－共依存者のペア
- 注意欠陥・多動性障害 (ADHD)
- 強迫性障害
- 躁状態の双極性障害

### 機能不全家庭
機能不全家庭で育った子供は、両親の欲求・感情を汲み取ることを学ぶために、親子関係の役割が通常とは逆転してしまう。
育児において養育者は、ある種の自己犠牲奉仕が必要であり、子どもの欲求に答える必要があるのだが、しかし養育者の自己奉仕精神が不健全・破壊的なレベルに達していると、その親子の関係は共依存関係となってしまう。一般的に、子どもの（感情的・身体的な）欲求をくみ取って世話する親はよい養育者とされるが、共依存の親が行う世話は、効果性に乏しかったり有害であったりする。子どものニーズをくみ取ることは必要であるのだが、それは子どもの成長において一定期間のみであり、共依存の親はそれを継続してしまう。
その一方で、自己中心的な共依存の親も多くおり、それらは子どもの感情やニーズを無視し、虐待し、辱め、共依存に至らしめる。

## 管理
共依存関係が治療されないと、さらなる深刻な問題を招き、それにはアルコール依存症、薬物依存症、摂食障害、性依存症、心身問題、自己破壊行動、自己敗北性パーソナリティ障害などが挙げられる。
共依存者は、アグレッシブな人々や、さらにストレスフルな仕事・関係に引きつけられる傾向があり、将来さらなる問題を起こすことが多く、医療が必要であっても自ら受診することは少なく、キャンペーンを行っても反応せず、また非共依存よりも所得が低い傾向がある。
社会が安全でないという共依存者の認識は、社交不安障害などに発展することがあり、たとえば社会恐怖、回避性パーソナリティ障害、苦痛的な人見知りが挙げられる。ほかストレス関連する障害もあり、たとえばパニック障害、大うつ病、心的外傷後ストレス障害が挙げられる。
共依存関係は、機能不全家族などで育った人々が陥りやすく、また医療者と患者といった関係においても出現する。また自分自身は健全であると思っていても、他者を操作する被共依存者との共依存関係を改善させるのは容易ではない。よって専門家のアドバイスを受けるのが望ましい。

### 援助の方針
全ての専門家が同意する標準的な治療手法はない。共依存からの回復のための手法には様々なものがある。認知行動的な心理療法が選ばれることもあれば、抑うつ症状に対して薬物療法が選ばれることもある。
共依存関係に陥っている場合、当事者は共依存関係について自ら判断するのではなく、第三者である専門家を交えて共依存について対処が望まれる。
対策は、アルコール依存症やアダルトチルドレン、それにパーソナリティ障害などの対策と重なるところがある。正確には共依存への対策は存在せず、それから派生する精神病理への対策が行われる。ただし、その依存性の問題を正面から取り組む場合には、個別のいくつかの対策がカウンセリングなどを通して行われる場合がある。
集団精神療法、自助グループなども活用できる。共依存アノニマス(CoDA)、アラノン（アラティーン）、ナラノン、アダルトチルドレン・アルコホーリクスなどの自助グループは、アルコホーリクス・アノニマスが開発した12ステップのプログラムをベースとしている。また共依存を対象とした多くのセルフヘルプ書籍がある。
共依存者については、何が最善の結果なのか、自らが本来の援助の目的と異なった依存関係を必要としていないか、依存関係が自らの生きる目的となっていないかを再確認する必要がある。イネーブラーの立場から降り、パートナーに暴力を振るわれたら家を出る、警察に通報するといった態度も必要である。
共依存の原因となるパートナー（被共依存者）への対応としては、一定の距離を置きながら援助される。被共依存者は、援助が少ないことに見捨てられた気持ちを抱く可能性もあるが、「自分の人生は自分で切り開いていくしかない」と気づかせることが、結果として被共依存者の回復につながる（底付き、直面化）。被共依存者は支援を受けることに感謝し、関係者を操作することなく、自分自身の置かれている境遇を受け入れることが、回復の第一歩である。